# Antymetabola
Antymetabola (gr. ἀντιμεταβολή antimetabolḗ) lub antymetateza (gr. ἀντιμετάθεσις antimetáthesis), lub antymetalepsja (gr. ἀντιμετάληψις antimetálēpsis), commutatio (łac. commūtātiō) – figura retoryczna polegająca na powtórzeniu członu wypowiedzi w odwrotnym szyku, np. Jak Kuba Bogu, tak Bóg Kubie; Nie po to się żyje, aby jeść, lecz po to się je, aby żyć, Siłę argumentu zawsze można zastąpić argumentem siły.
Antymetabola często jest stosowana w tytułach: Bunt tradycji – tradycja buntu: księga dedykowana Profesorowi Krzysztofowi Wrocławskiemu.